# Land des Rechts
Land des Rechts (armenisch Օրինաց երկիր Orinaz Jerkir, russisch Страна Закона), abgekürzt als ՕԵԿ bzw. OEK, von 2015 bis zum 13. Februar 2018 genannt Armenische Wiedergeburt (armenisch Հայկական վերածնունդ, Hajkakan Weraznund), ist eine Partei der politischen Mitte in Armenien. Sie wird seit ihrer Gründung von Arthur Baghdassarjan geleitet. Auf internationaler Ebene ist Land des Rechts Mitglied der christdemokratischen Zentristisch-Demokratischen Internationale (CDI) und hat seit 2012 Beobachterstatus bei der Europäischen Volkspartei (EVP).

## Geschichte
Die 1998 gegründete Partei erhielt bei der Parlamentswahl 2003 12,9 % der Stimmen und 19 der 131 Parlamentssitze, womit sie nach der dauerregierenden Republikanische Partei Armeniens (HHK) zweitstärkste Fraktion war. Anschließend war ihr Parteivorsitzender Baghdassarjan Präsident der Nationalversammlung Armeniens.
Bei der Parlamentswahl 2007 erhielt sie nur noch 7,1 % der Stimmen und 9 Sitze, damit war sie viertgrößte Partei im Parlament. Bei der Präsidentschaftswahl im Februar 2008 war Baghdasarjan der Kandidat von Land des Rechts; er wurde Drittplatzierter mit 17,7 % der Stimmen.
Bei der Parlamentswahl 2012 erhielt die Partei 5,5 % der Stimmen, die Anzahl ihrer Sitze reduzierte sich auf fünf. Anders als andere Oppositionsparteien erkannte Land des Rechts das Ergebnis an und trat der Regierungskoalition unter Führung der HHK bei. Bei der Präsidentschaftswahl 2013 stellte die Partei keinen eigenen Kandidaten auf. 2014 verließ sie die Regierung wieder.
Im Jahr 2015 fusionierte die Partei mit der kleinen Partei der Vereinten Armenier (armenisch Միավորված Հայեր կուսակցություն, Miaworwaz Hajer Kusaksutjun) und benannte sich in „Armenische Wiedergeburt“ um. Bei der Parlamentswahl im April 2017 erhielt die Partei nur noch 3,7 % der Stimmen und verlor all ihre Parlamentssitze. Bei einem Treffen am 13. Februar 2018 wurde die Annahme des alten Parteinamens beschlossen unter welchem die Partei bei den Wahlen im gleichen Jahr antrat.
Auch bei der Parlamentswahl in Armenien 2018 gelang der Partei der Sprung über die 5-%-Hürde nicht. Daher bleibt sie weiterhin Teil der außerparlamentarischen Opposition.
| Wahl | Stimmen | %     | Sitze  | Rang | Position nach d. Wahlen                           | Quelle                                        |
| ---- | ------- | ----- | ------ | ---- | ------------------------------------------------- | --------------------------------------------- |
| 1999 | 56,807  | 5,28  | 6/131  | 5.   | Opposition                                        | mediamax.am                                   |
| 2003 | 148.381 | 12,98 | 19/131 | 3.   | Regierungskoalition                               | electionguide.org                             |
| 2007 | 95.324  | 7,13  | 9/131  | 4.   | Opposition                                        | electionguide.org                             |
| 2012 | 83.123  | 5,51  | 6/131  | 5.   | Regierungskoalition                               | Zentrale Wahlkommission der Republik Armenien |
| 2017 | 58.277  | 3,72  | 0/105  | 5.   | außerparlamentarische Opposition                  | Zentrale Wahlkommission der Republik Armenien |
| 2018 | 12.393  | 0,99  | 0/132  | 8.   | außerparlamentarische Opposition                  | Zentrale Wahlkommission der Republik Armenien |
| 2021 | -       | -     | 0/107  | -    | keine Teilnahme, außerparlamentarische Opposition | Liste teilnehmender Parteien                  |

## Abgeordnete in der Nationalversammlung
Hinweis: Parteilose und anderweitig parteigebundene Fraktionsmitglieder sind nicht mit aufgeführt.
| - Arzruni Aghadschanjan (1999–2003) - Aramajis Alojan (1999–2003) - Gagik Awetjan (2003–2007) - Arthur Baghdassarjan (1999–2003, 2003–2007) - Samwel Balasanjan (2003–2007) - Stepan Barseghjan (1999–2003) | - Heghine Bischarjan (2003–2007, 2007–2012, 2012–2017) - Ischchan Chatschatrjan (2007–2012, 2012–2017) - Lewon Docholjan (2012–2017) - Aram Harutjunjan (1999–2003) - Chatschik Harutjunjan (2007–2012) - Sergo Jerizjan (1999–2003) | - Marspetuni Manukjan (2007–2012) - Hovhannes Margarjan (2003–2007, 2007–2012, 2012–2017) - Gagik Mchejan (2003–2007) - Chatschik Petrosjan (2003–2007, 2007–2012) - Mher Schahgeldjan (1999–2003, 2003–2007, 2012–2017) |

Quelle: Webseite der Nationalversammlung

## Fraktionsvorsitzende
Alle bisherigen Fraktionsvorsitzenden, welche die Partei Land des Rechts in der Nationalversammlung stellte:

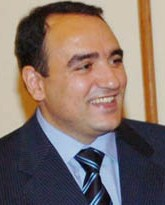
Arthur Baghdassarjan 10. Juni 1999 bis 12. Juni 2003
Samwel Balasanjan 13. Juni 2003 bis 2007
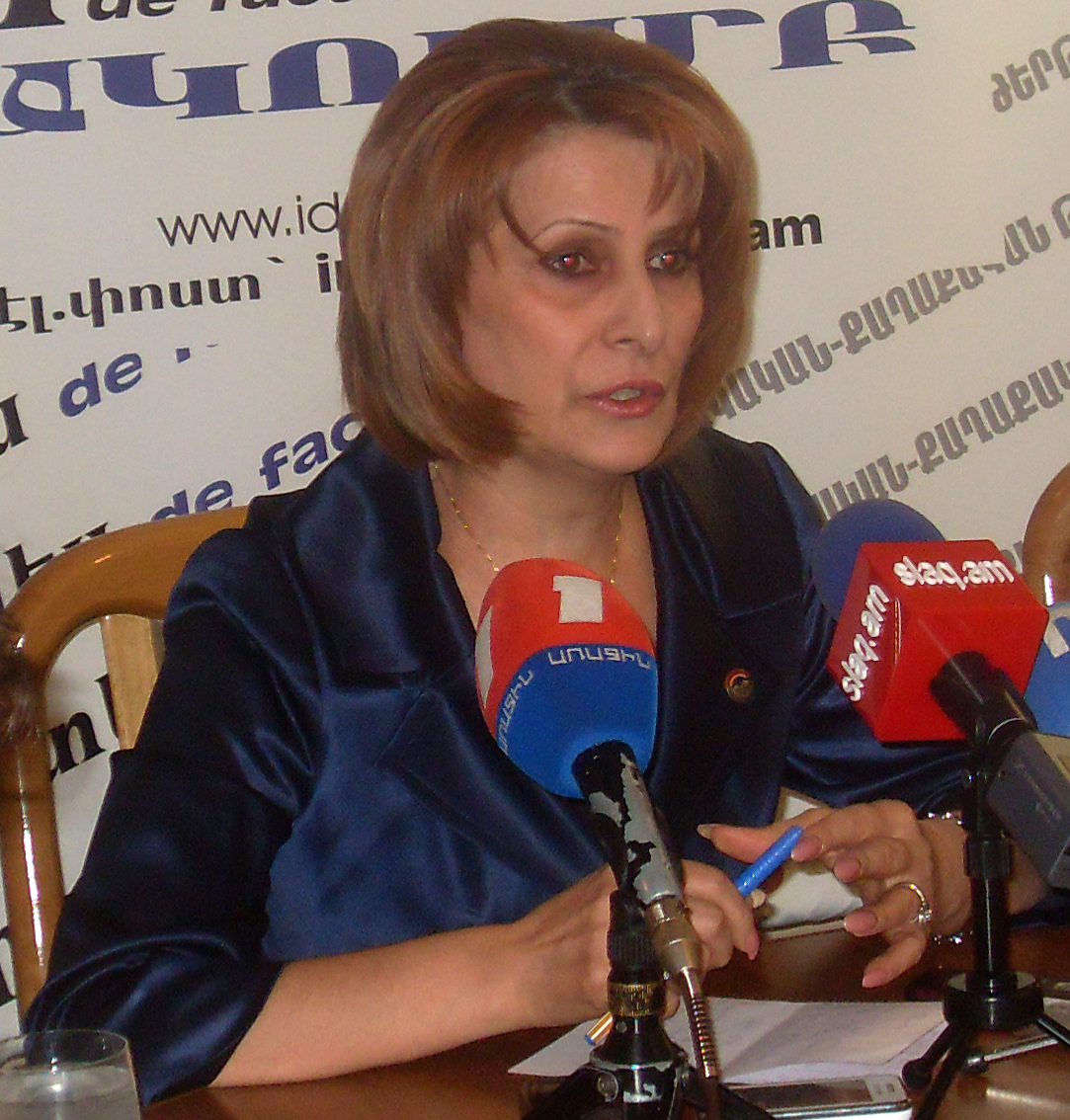
Heghine Bischarjan 15. Mai 2008 bis 17. Mai 2017